# Gleason Belzile
Pour les articles homonymes, voir Belzile.
Gleason Belzile (30 août 1898-25 juillet 1950) est un notaire et homme politique fédéral du Québec.

## Biographie
Né à Rimouski dans le Bas-Saint-Laurent, M. Belzile devient député du Parti libéral du Canada dans la circonscription fédérale de Rimouski en 1945. Réélu en 1949, il meurt en fonction en 1950.
Durant son passage à la Chambre des communes, il est adjoint parlementaire du ministre des Finances de 1947 à 1950.